# La Capelle-lès-Boulogne
Pour les articles homonymes, voir La Capelle (homonymie) et Boulogne.
La Capelle-lès-Boulogne, aussi appelée simplement La Capelle, est une commune française située dans le département du Pas-de-Calais en région Hauts-de-France.
Le territoire de la commune est situé dans le parc naturel régional des Caps et Marais d'Opale.

## Géographie

### Localisation
Localisée dans l'ouest du département du Pas-de-Calais, dans le Boulonnais, La Capelle-lès-Boulogne se situe à 8 km à l'est de la ville de Boulogne-sur-Mer (chef-lieu d'arrondissement). La commune arrière-littorale n'est située qu'à environ 9 km de la Manche.
Le territoire de la commune est limitrophe de ceux de six communes.
Les communes limitrophes sont Conteville-lès-Boulogne, Baincthun, Bellebrune, Belle-et-Houllefort, Pernes-lès-Boulogne et Saint-Martin-Boulogne.

### Géologie et relief

#### Superficie
La superficie de la commune est de 6,5 km2 ; son altitude varie de 39  à   108 mètres.

### Hydrographie
La commune, située dans le bassin Artois-Picardie, est traversée par sept cours d'eau : 
- le ruisseau de la Corette, d'une longueur de 8,86 km qui prend sa source dans la commune de Baincthun et se jette dans la Liane[4] au niveau de la commune de Saint-Léonard[5].
- le ruisseau de Bertenlaire, d'une longueur de 4,13 km, qui prend sa source dans la commune et se jette dans le ruisseau de la Corette au niveau de la commune de Baincthun[6] ;
- le ruisseau du Pont Jean Marck, d'une longueur de 3,07 km qui prend sa source dans la commune de Baincthun et se jette dans le Wimereux[7] au niveau de la commune de Conteville-lès-Boulogne[8] ;
- le ruisseau d'étienfort, d'une longueur de 2,24 km[9] ;
- le ruisseau de la Fontaine des Charmes, d'une longueur de 1,71 km qui prend sa source dans la commune et se jette dans le ruisseau du Pont Jean Marck au niveau de la commune de Conteville-lès-Boulogne[10] ;
- le ruisseau de badhuit, d'une longueur de 1,2 km[11] ;

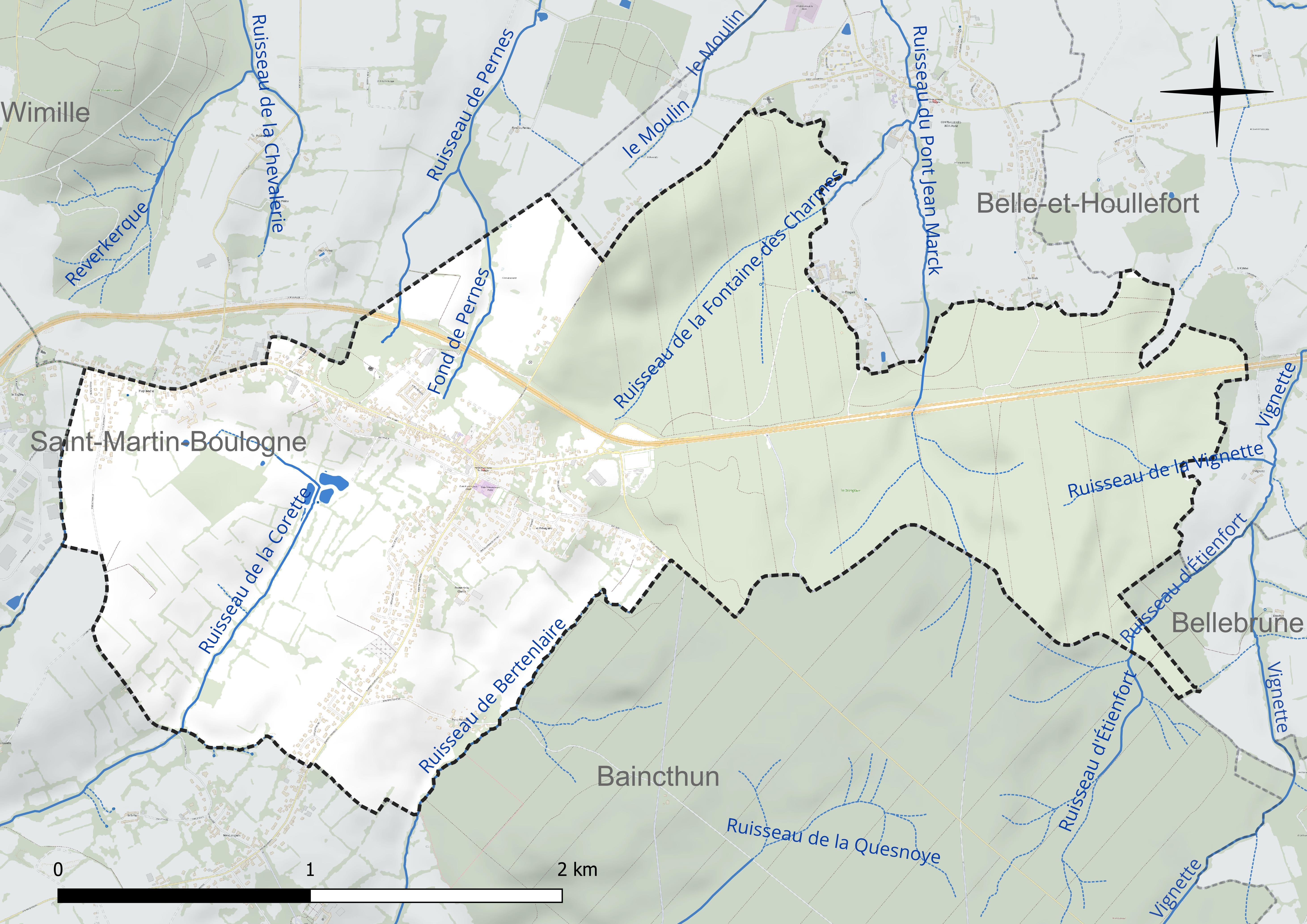
Réseau hydrographique de la Capelle-lès-Boulogne.

- la Vignette, d'une longueur de 0,88 km[12].

### Climat
Pour des articles plus généraux, voir Climat des Hauts-de-France et Climat du Pas-de-Calais.
En 2010, le climat de la commune est de type climat océanique franc, selon une étude du CNRS s'appuyant sur une série de données couvrant la période 1971-2000. En 2020, Météo-France publie une typologie des climats de la France métropolitaine dans laquelle la commune est exposée à un climat océanique et est dans la région climatique Côtes de la Manche orientale, caractérisée par un faible ensoleillement (1 550 h/an) ; forte humidité de l’air (plus de 20 h/jour avec humidité relative > 80 % en hiver), vents forts fréquents.
Pour la période 1971-2000, la température annuelle moyenne est de 10,3 °C, avec une amplitude thermique annuelle de 13,1 °C. Le cumul annuel moyen de précipitations est de 862 mm, avec 12,8 jours de précipitations en janvier et 8,4 jours en juillet. Pour la période 1991-2020, la température moyenne annuelle observée sur la station météorologique la plus proche, située sur la commune de Boulogne-sur-Mer à 7 km à vol d'oiseau, est de 11,2 °C et le cumul annuel moyen de précipitations est de 824,5 mm,. Pour l'avenir, les paramètres climatiques de la commune estimés pour 2050 selon différents scénarios d'émission de gaz à effet de serre sont consultables sur un site dédié publié par Météo-France en novembre 2022.

### Paysages
Pour un article plus général, voir Paysage en France.
La commune s'inscrit dans le « paysage boulonnais » tel que défini dans l’atlas des paysages de la région Nord-Pas-de-Calais, conçu par la direction régionale de l'Environnement, de l'Aménagement et du Logement (DREAL),.
Ce paysage qui concerne 66 communes, se délimite : au Nord, par les paysages des coteaux calaisiens et du Pays de Licques, à l’Est, par le paysage du Haut pays d’Artois, et au Sud, par les paysages Montreuillois.
Le « paysage boulonnais », constitué d'une boutonnière bordée d’une cuesta définissant un pays d’enclosure, est essentiellement un paysage bocager composé de 47 % de son sol en herbe ou en forêt et de 31 % en herbage, avec, dans le sud et l’est, trois grandes forêts, celle de Boulogne, d’Hardelot et de Desvres et, au nord, le bassin de carrière avec l'extraction de la pierre de Marquise depuis le Moyen Âge et de la pierre marbrière dont l'extraction s'est développée au XIXe siècle.
La boutonnière est formée de trois ensembles écopaysagers : le plateau calcaire d’Artois qui forme le haut Boulonnais, la boutonnière qui forme la cuvette du bas Boulonnais et la cuesta formée d’escarpements calcaires.
Dans ce paysage, on distingue trois entités : 
- les vastes champs ouverts du Haut Boulonnais ;
- le bocage humide dans le Bas Boulonnais ;
- la couronne de la cuesta avec son dénivelé important et son caractère boisé[20].

### Milieux naturels et biodiversité

#### Espace protégé et géré
La protection réglementaire est le mode d’intervention le plus fort pour préserver des espaces naturels remarquables et leur biodiversité associée.
Dans ce cadre, la commune fait partie d'un espace protégé : le parc naturel régional des Caps et Marais d'Opale, d’une superficie de 132 499 hectares réparties sur 153 communes, géré par le syndicat mixte d'aménagement et de gestion du parc naturel régional des Caps et Marais d'Opale.

#### Zones naturelles d'intérêt écologique, faunistique et floristique
L’inventaire des zones naturelles d'intérêt écologique, faunistique et floristique (ZNIEFF) a pour objectif de réaliser une couverture des zones les plus intéressantes sur le plan écologique, essentiellement dans la perspective d’améliorer la connaissance du patrimoine naturel national et de fournir aux différents décideurs un outil d’aide à la prise en compte de l’environnement dans l’aménagement du territoire.
Le territoire communal comprend deux ZNIEFF de type 1 :
- la forêt domaniale de Boulogne-sur-Mer et ses lisières, d'une superficie de 2 927 hectares et d'une altitude variant de 35  à   116 mètres. La forêt domaniale de Boulogne-sur-Mer s’étend entre la RN 42 et la RN 1, en arrière de l’agglomération de Boulogne-sur-Mer. Elle appartient au vaste complexe bocager et forestier de la Liane et du bas-Boulonnais[23] ;
- la vallée de Saint-Martin-Boulogne, zone de type 1, d'une superficie de 1 698 hectares et d'une altitude variant de 15  à   188 mètres[24].

et une ZNIEFF de type 2 : le complexe bocager du Bas-Boulonnais et de la Liane, d'une superficie de 20 014 hectares et d'une altitude variant de 35  à   152 mètres, est composé de grands ensembles naturels riches, ou peu modifiés, qui offrent des potentialités biologiques importantes.

Carte des ZNIEFF de type 1 et 2 sur la commune
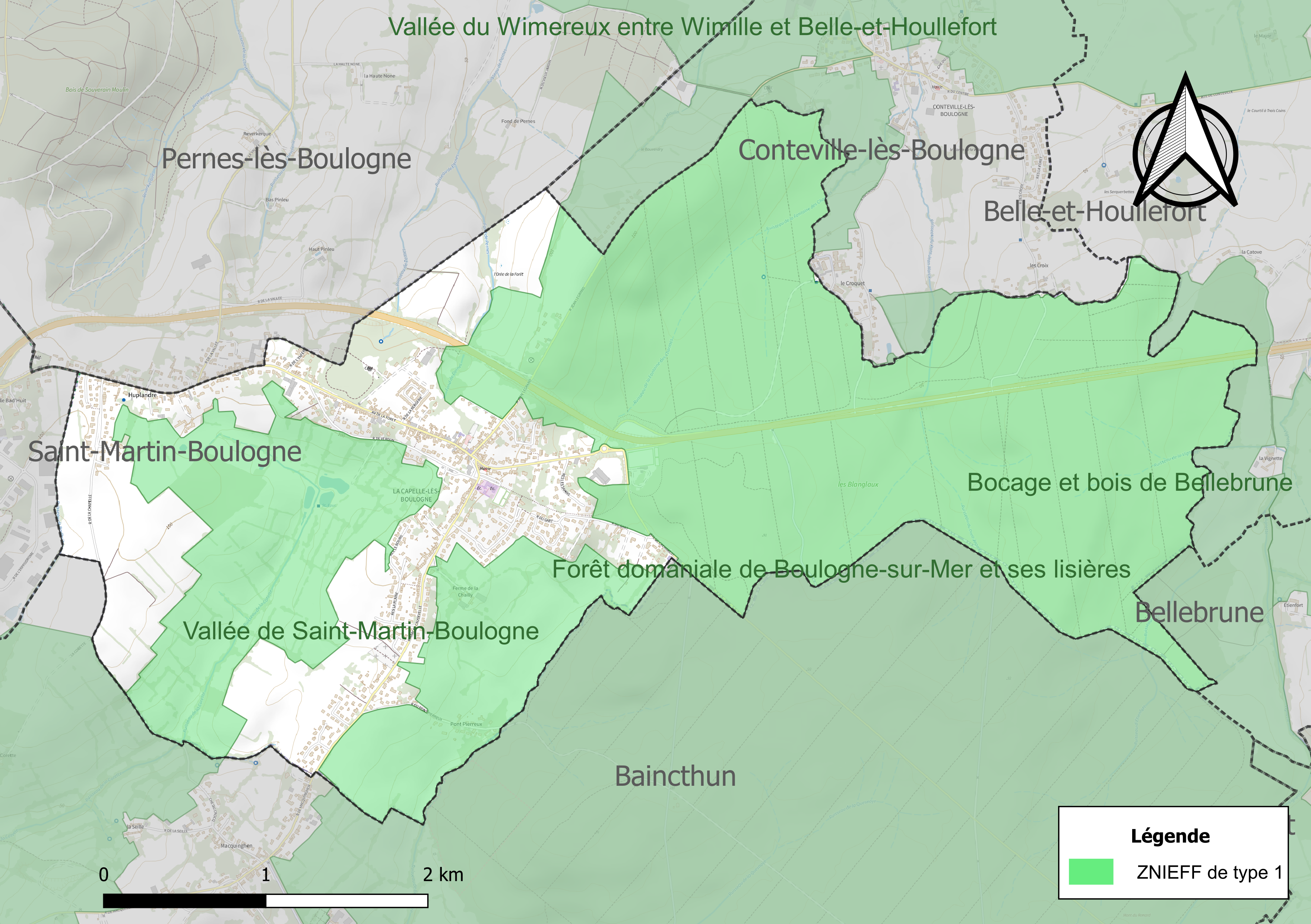
Carte des ZNIEFF de type 1 sur la commune.
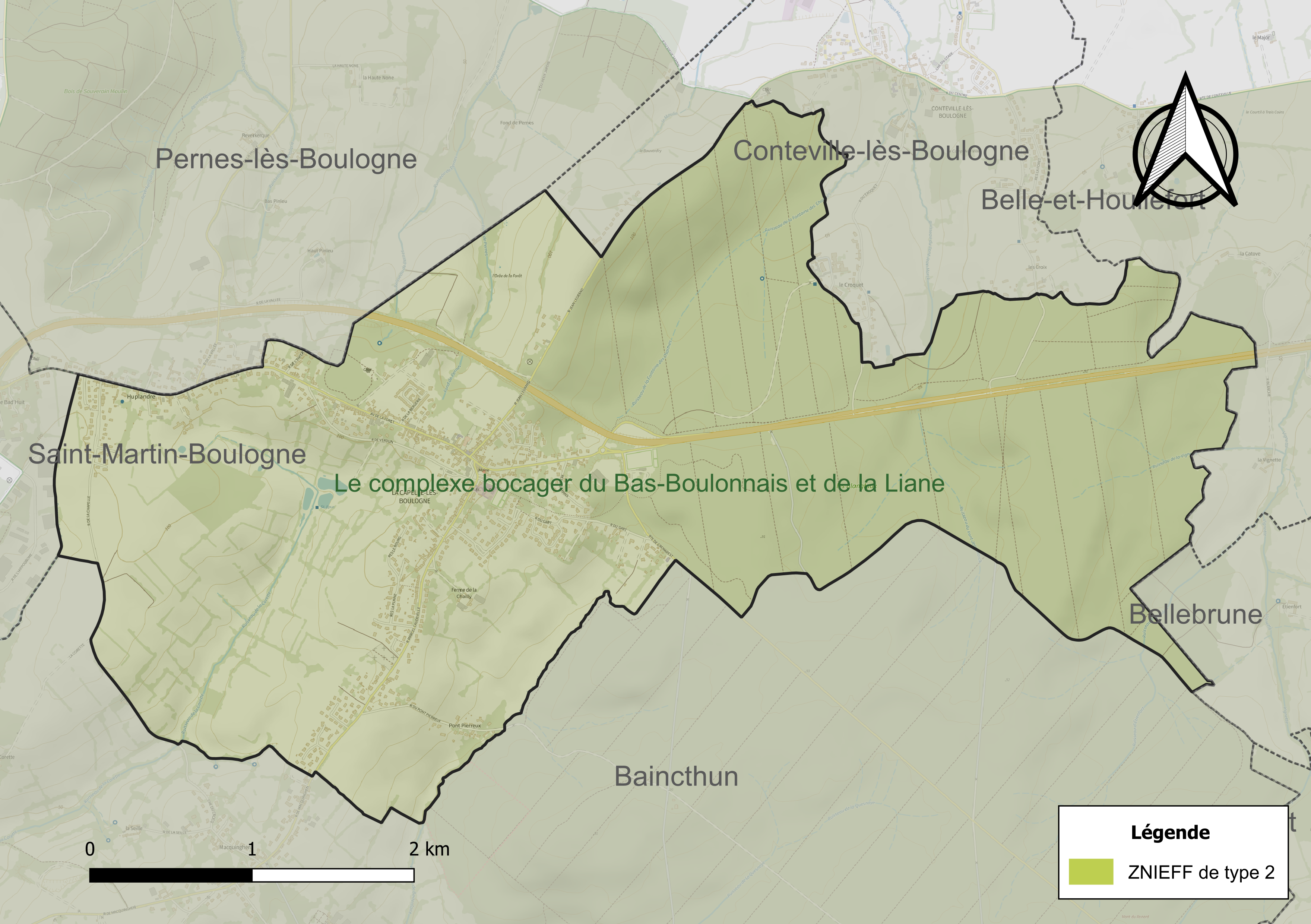
Carte de la ZNIEFF de type 2 sur la commune.

#### Biodiversité
L'inventaire national du patrimoine naturel permet de découvrir les espèces présentes, les espèces protégées ainsi que le statut biologique (indigène, introduite dont envahissante…) des espèces recensées sur la commune de La Capelle-lès-Boulogne.

## Urbanisme

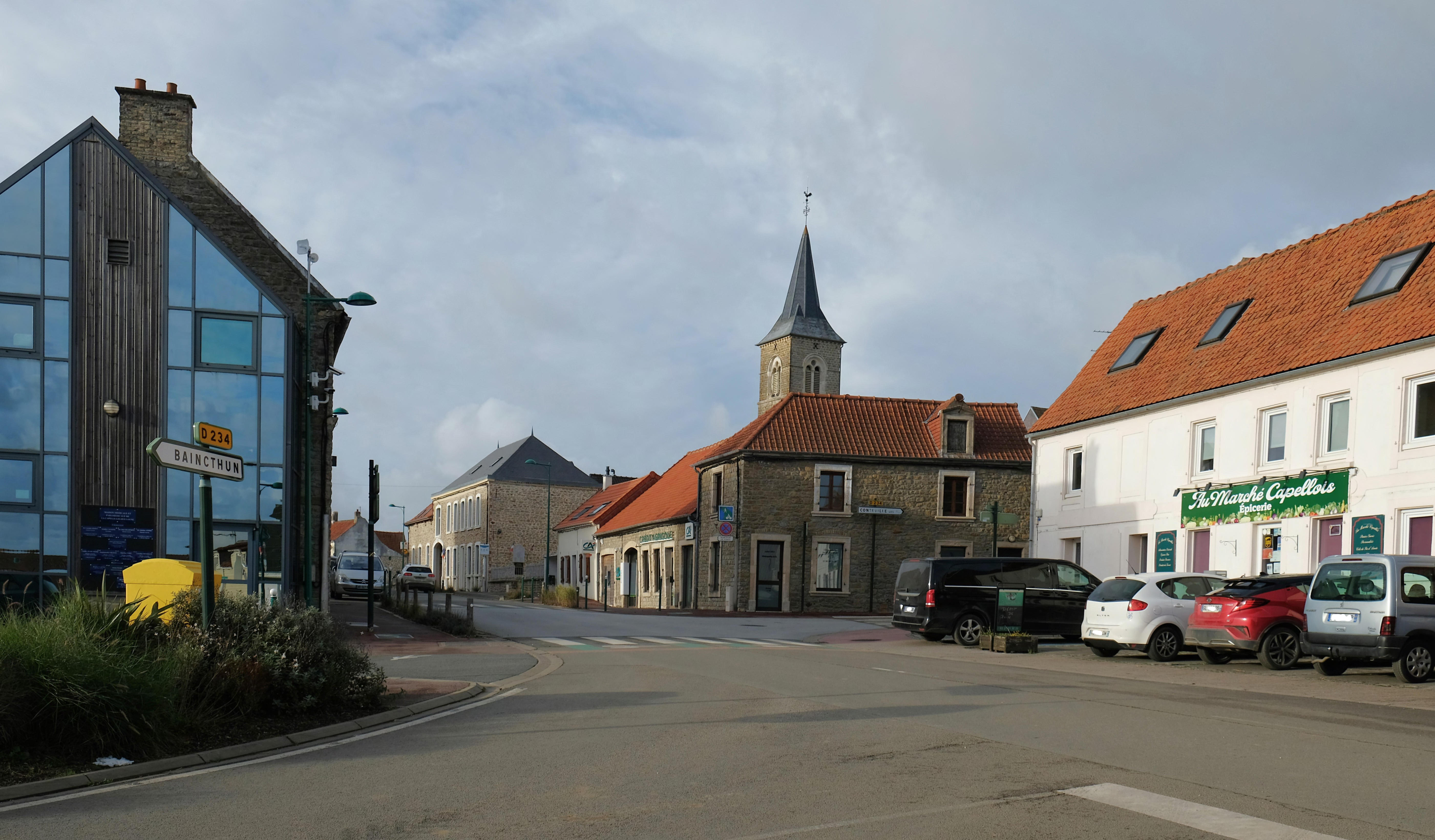
Le centre de la commune.

### Typologie
Au 1er janvier 2024, La Capelle-lès-Boulogne est catégorisée bourg rural, selon la nouvelle grille communale de densité à sept niveaux définie par l'Insee en 2022.
Elle est située hors unité urbaine. Par ailleurs la commune fait partie de l'aire d'attraction de Boulogne-sur-Mer, dont elle est une commune de la couronne,. Cette aire, qui regroupe 80 communes, est catégorisée dans les aires de 50 000 à moins de 200 000 habitants,.

### Occupation des sols
L'occupation des sols de la commune, telle qu'elle ressort de la base de données européenne d’occupation biophysique des sols Corine Land Cover (CLC), est marquée par l'importance des forêts et milieux semi-naturels (47 % en 2018), une proportion identique à celle de 1990 (47 %). La répartition détaillée en 2018 est la suivante : forêts (47 %), prairies (23,1 %), zones urbanisées (11,8 %), terres arables (10,4 %), zones agricoles hétérogènes (7,6 %), zones industrielles ou commerciales et réseaux de communication (0,1 %). L'évolution de l’occupation des sols de la commune et de ses infrastructures peut être observée sur les différentes représentations cartographiques du territoire : la carte de Cassini (XVIIIe siècle), la carte d'état-major (1820-1866) et les cartes ou photos aériennes de l'IGN pour la période actuelle (1950 à aujourd'hui).

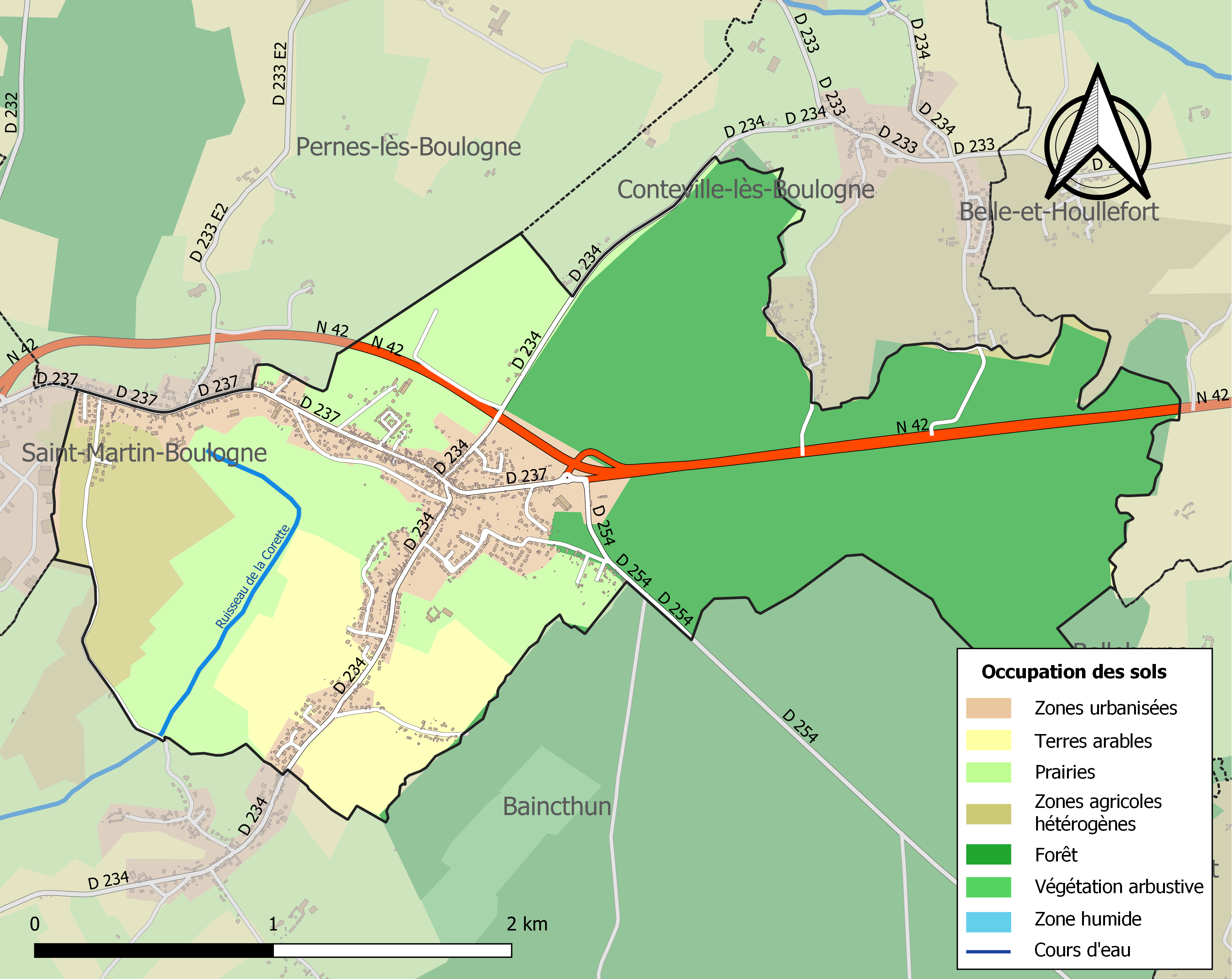
Carte des infrastructures et de l'occupation des sols de la commune en 2018 (CLC).

De forme allongée dans la direction est-ouest, le territoire de la commune est occupé dans sa moitié est par la forêt domaniale de Boulogne, et dans sa partie ouest par l'urbanisation et l'agriculture.

### Lieux-dits, hameaux et écarts
La commune de La Capelle-lès-Boulogne comprend les hameaux de Huplandre et de Pont Pierreux.
On trouve également les lieux-dits, du nord au sud : l'Orée de la Forêt, les Blanglaux et la Ferme de la Chailly.

### Logement
En 2017, on dénombre à La Capelle-lès-Boulogne 737 logements se répartissant en 92,7 % de résidences principales, 0,7 % de résidences secondaires et logements occasionnels et 6,6 % de logements vacants, répartis en 691 maisons (93,8 %) et 46 appartements (6,2 %). En l'espace de cinq ans, entre 2012 et 2017, le nombre de maisons a augmenté de 1 % soit + 68 et le nombre d'appartements a diminué de 1 % soit - 2.
Les constructions des résidences principales, jusqu'en 2015, s'échelonnent comme suit : 8,9 % ont été construites avant 1919, 8,6 % entre 1919 et 1945, 15,2 % entre 1946 et 1970, 35 % entre 1971 et 1990, 19,3 % entre 1991 et 2005 et 13 % de 2006 à 2014.
En 2017, parmi ces résidences principales, 76,4 % sont occupées par leurs propriétaires, 22,5 % par des locataires (dont 6,4 % pour des logements HLM loués vides) et 1 % par des occupants à titre gratuit.

### Voies de communication et transports

#### Voies de communication
La route nationale 42 traverse le territoire communal d'est en ouest. Sur cette portion, c'est une voie rapide limitée à 110 km/h. La route relie Boulogne-sur-Mer à l'ouest à Saint-Omer à l'est.
L'autoroute A16, qui relie Paris à Dunkerque, passe également à proximité de la commune, la desservant par le biais de la sortie  31.

#### Transport ferroviaire
La Capelle est située à une dizaine de kilomètres des gares ferroviaires de Boulogne (Boulogne-Ville et Boulogne-Tintelleries) et à environ 20 minutes par l'A16 de la gare de Calais - Fréthun.
La commune était située sur la ligne de chemin de fer Boulogne - Bonningues, une ancienne ligne de chemin de fer qui reliait dans le département du Pas de Calais, de 1909 et 1935, Boulogne-sur-Mer à Bonningues-lès-Ardres.

#### Transports en commun
La commune est desservie par les lignes L, 18, 173 et 176 du réseau Marinéo et par la ligne 428 du réseau interurbain du Pas-de-Calais.

### Risques naturels et technologiques

#### Risques naturels
Le risque sismique est « faible » (niveau 2) sur l'ensemble du territoire communal (zone 1 sur 5 du zonage mis en place en mai 2011), la majorité des communes du Pas-de-Calais sont en risque « faible » (zone 2 sur 5).
La commune n'est pas exposé à un risque important d'inondation mais est soumise à un plan de prévention des risques inondation et à un programme de prévention (PAPI), aucun mouvement de terrain ou de présence de cavité souterraine n'est recensé, le potentiel radon est faible, en revanche, elle est exposée au retrait-gonflement des sols argileux.
À la suite d'inondations et coulées de boue, la commune a été reconnue, à deux reprises en 1999 et 2013, en état de catastrophe naturelle comme, le dernier en date, celui du 1er au 3 novembre 2012 par arrêté du 10 janvier 2013.

#### Risques technologiques
La commune est à plus de 20 km d'une centrale nucléaire. Les centrales nucléaires françaises les plus proches, productrices de la grande majorité de l'électricité fournie à la commune, sont celles de Gravelines (41 km au nord, à vol d'oiseau) et Penly (90 km au sud-ouest, à vol d'oiseau), à noter que la centrale de Dungeness, en Angleterre, est située à 56 km au nord-ouest, à vol d'oiseau.

## Toponymie
Le nom de la localité est attesté sous les formes Bella Capella en 1157 ; Lacopela en 1186 ; Capella en 1208 ; Le Capele en 1286 ; Le Capelle en 1525 ; La Chapelle au XVIIIe siècle et La Capelle-lès-Boulogne depuis 1949.
Est issu du latin capella « chapelle » devenu capelle en picard, suivi de -lès-Boulogne, montrant la proximité de la commune par rapport à Boulogne-sur-Mer. En français, la préposition « lès » signifie « près de ». D'usage vieilli, elle n'est guère plus rencontrée que dans les toponymes, plus particulièrement ceux de localités.
Lacapèle-lès-Boulonne en picard.
Le hameau de Huplandre est attesté sous les formes Hupelande prope Boloniam en 1298 ; Huppelande en 1415 ; Houppelande en 1439 ; Huplande en 1553 ; Hupelande en 1607 ; Haute et Basse Huplande au XVIIIe siècle.

## Histoire
Les premiers seigneurs attestés du fief de la Capelle étaient issus de la famille de La Capelle, avec Guichon, franc-homme du comte de Boulogne en 1330 et Morlet de La Capelle en 1396. Le 1er juin 1575, le fief passa par aliénation à la famille de Levrient, avec Léonard, fils de Jaques II, mort le 7 juin 1553 au siège de Thérouanne. À la suite du décès sans descendance de Jacques III en 1630, la succession revint à sa sœur Marie, mariée à Girault de Montbeton. Enfin, en 1726, le fief passa à la famille de Bernes de Longvilliers, dont sont issus les derniers seigneurs connus.
Par arrêté préfectoral du 20 mai 1949, les hameaux de La Capelle et de Huplandre ont été séparés de Baincthun et érigés en commune sous le nom de La Capelle-lès-Boulogne,, prenant effet au 29 juin 1949.

## Politique et administration

### Découpage territorial
La commune de La Capelle-lès-Boulogne se trouve dans l'arrondissement de Boulogne-sur-Mer du département du Pas-de-Calais.

#### Commune et intercommunalités
La commune de La Capelle-lès-Boulogne fait partie depuis le 1er janvier 2000 de la communauté d'agglomération du Boulonnais dont le siège est basé à Boulogne-sur-Mer.

#### Circonscriptions administratives
La commune faisait partie du canton de Boulogne-sur-Mer-Sud, depuis la loi du 22 décembre 1789 reprise par la constitution de 1791, qui divise le royaume (la République en septembre 1792), en communes, cantons, districts et départements.
Dans le cadre du redécoupage cantonal de 2014 en France, elle est maintenant rattachée au canton de Boulogne-sur-Mer-1 composé de 6 communes et d'une fraction de Boulogne-sur-Mer,.

#### Circonscriptions électorales
Pour l'élection des députés, la commune fait partie, depuis 1958, de la cinquième circonscription du Pas-de-Calais.

### Élections municipales et communautaires
Le conseil municipal de La Capelle-lès-Boulogne, commune de plus de 1 000 habitants, est élu au scrutin proportionnel de liste à deux tours (sans aucune modification possible de la liste), pour un mandat de six ans renouvelable. Compte tenu de la population communale, le nombre de sièges à pourvoir lors des élections municipales de 2020 est de 19. Les 19 conseillers municipaux, issus de la liste conduite par Jean-Michel Dégremont, sont élus au premier tour avec un taux de participation de 39,08 %.
Dans les communes de 1 000 habitants et plus, les conseillers sont élus au suffrage direct à la fois pour un mandat de conseiller municipal et pour un mandat de conseiller communautaire. L'unique siège attribué à la commune au sein de la CAB est élu dès le premier tour et issu de la liste menée par Jean-Michel Dégremont (SE).
- Maire sortant : Jean-Michel Dégremont (SE)
- 19 sièges à pourvoir au conseil municipal (population légale 2018 : 1 619 habitants)
- 1 siège à pourvoir au conseil communautaire (CA du Boulonnais)

| Tête de liste            | Tête de liste            | Liste                    | Premier tour | Premier tour | Sièges | Sièges |
| Tête de liste            | Tête de liste            | Liste                    | Voix         | %            | CM     | CC     |
| ------------------------ | ------------------------ | ------------------------ | ------------ | ------------ | ------ | ------ |
|                          | Jean-Michel Dégremont    | SE                       | 479          | 35,59        | 19     | 1      |
|                          |                          |                          |              |              |        |        |
| Votes valides            | Votes valides            | Votes valides            | 479          | 35,59        |        |        |
| Votes blancs             | Votes blancs             | Votes blancs             | 5            | 0,37         |        |        |
| Votes nuls               | Votes nuls               | Votes nuls               | 42           | 3,12         |        |        |
| Total                    | Total                    | Total                    | 526          | 100          | 19     | 1      |
| Abstention               | Abstention               | Abstention               | 820          | 60,92        |        |        |
| Inscrits / participation | Inscrits / participation | Inscrits / participation | 1 346        | 39,08        |        |        |

#### Liste des maires
| Période                                  | Période                     | Identité              | Étiquette | Qualité                                                       |
| ---------------------------------------- | --------------------------- | --------------------- | --------- | ------------------------------------------------------------- |
| Les données manquantes sont à compléter. |                             |                       |           |                                                               |
| avant 1995                               | mars 2001                   | Michel Demilly        | DVD       |                                                               |
| mars 2001                                | mars 2008                   | Michèle Augé          |           |                                                               |
| mars 2008                                | juin 2016                   | Bernard Grare         | DVG       | Démissionnaire                                                |
| juin 2016                                | En cours (au 17 avril 2022) | Jean-Michel Dégremont |           | Cadre de la fonction publique Réélu pour le mandat 2020-2026, |

### Jumelage
La commune de La Capelle-lès-Boulogne n'est jumelée avec aucune ville.

## Équipements et services publics

### Eau et déchets

#### Services en production et distribution d'eau potable, assainissement collectif, assainissement non collectif
La communauté d'agglomération du Boulonnais assure la gestion en délégation de l'eau potable, de l'assainissement collectif et non collectif.

#### Tarifs de l'eau et assainissement
Sur la commune de La Capelle-lès-Boulogne, les tarifs sont les suivants :
- Eau potable, pour une facture de 120 m3, le m3 est facturé 1,90 euro(au 1er janvier 2020).
- Assainissement collectif, pour une facture de 120 m3, le m3 est facturé 4,04 euros (au 1er janvier 2020).
- Assainissement non-collectif, pour un diagnostic de bon fonctionnement et d'entretien, le montant facturé est de 106,54 euros (au 1er janvier 2020)[50].

#### Gestion des déchets
La gestion des déchets est organisée par la communauté d'agglomération du Boulonnais.
La commune est à proximité des déchèteries de Saint-Martin-Boulogne (5 km), de Saint-Léonard (8 km), de Marquise (9 km) et de Longfossé (11 km).

### Espaces publics
Le parc et jardin du château de Conteval créé à la fin du XVIIIe siècle et situés au 124, route Nationale, a été labellisé jardin remarquable par le ministère de la Culture en 2018.

### Enseignement
La commune de La Capelle-lès-Boulogne est située dans l'académie de Lille.
La commune administre l'école primaire des Poètes et l'école primaire privée Saint-Joseph.

### Postes et télécommunications
La commune dispose d'un bureau de poste situé au no 1 rue Jean Legrand et est couverte par le très haut débit (FTTH) et le réseau 4G.

### Santé
Le centre de La Capelle abrite une pharmacie et un cabinet médical. La commune est également à proximité du centre hospitalier de Boulogne-sur-Mer (CHB).

### Justice, sécurité, secours et défense

#### Justice
La commune relève du tribunal judiciaire de Boulogne-sur-Mer, de la cour d'appel d'Amiens et de Douai, du tribunal pour enfants de Boulogne-sur-Mer, du conseil de prud'hommes de Boulogne-sur-Mer, du tribunal de commerce de Boulogne-sur-Mer et du tribunal paritaire des baux ruraux de Boulogne-sur-Mer, Calais et Montreuil.

#### Sécurité
La commune est dans la compétence territoriale de la brigade de gendarmerie de Colembert (10 km),.

#### Secours
La commune est à proximité du centre d'incendie et de secours (CIS) de Boulogne-sur-Mer (7 km).

## Population et société

### Démographie
Les habitants de la commune sont appelés les Capellois.

#### Évolution démographique
L'évolution du nombre d'habitants est connue à travers les recensements de la population effectués dans la commune depuis 1954. Pour les communes de moins de 10 000 habitants, une enquête de recensement portant sur toute la population est réalisée tous les cinq ans, les populations de référence des années intermédiaires étant quant à elles estimées par interpolation ou extrapolation. Pour la commune, le premier recensement exhaustif entrant dans le cadre du nouveau dispositif a été réalisé en 2007.

En 2022, la commune comptait 1 571 habitants, en évolution de −2,06 % par rapport à 2016 (Pas-de-Calais : −0,72 %, France hors Mayotte : +2,11 %).
| 1954 | 1962 | 1968 | 1975 | 1982  | 1990  | 1999  | 2006  | 2007  |
| ---- | ---- | ---- | ---- | ----- | ----- | ----- | ----- | ----- |
| 881  | 963  | 893  | 977  | 1 199 | 1 331 | 1 545 | 1 498 | 1 491 |

| 2012  | 2017  | 2022  | - | - | - | - | - | - |
| ----- | ----- | ----- | - | - | - | - | - | - |
| 1 553 | 1 629 | 1 571 | - | - | - | - | - | - |

#### Pyramide des âges
En 2018, le taux de personnes d'un âge inférieur à 30 ans s'élève à 30,1 %, soit en dessous de la moyenne départementale (36,7 %). À l'inverse, le taux de personnes d'âge supérieur à 60 ans est de 32,5 % la même année, alors qu'il est de 24,9 % au niveau départemental.
En 2018, la commune comptait 786 hommes pour 833 femmes, soit un taux de 51,45 % de femmes, légèrement inférieur au taux départemental (51,50 %).
Les pyramides des âges de la commune et du département s'établissent comme suit.
| Hommes | Classe d’âge | Femmes |
| ------ | ------------ | ------ |
| 0,5    | 90 ou +      | 1,2    |
| 7,3    | 75-89 ans    | 9,0    |
| 22,1   | 60-74 ans    | 24,6   |
| 22,2   | 45-59 ans    | 23,2   |
| 14,4   | 30-44 ans    | 15,1   |
| 13,2   | 15-29 ans    | 12,7   |
| 20,4   | 0-14 ans     | 14,2   |

| Hommes | Classe d’âge | Femmes |
| ------ | ------------ | ------ |
| 0,5    | 90 ou +      | 1,6    |
| 5,6    | 75-89 ans    | 8,9    |
| 16,7   | 60-74 ans    | 18,1   |
| 20,2   | 45-59 ans    | 19,2   |
| 18,9   | 30-44 ans    | 18,1   |
| 18,2   | 15-29 ans    | 16,2   |
| 19,9   | 0-14 ans     | 17,9   |

### Manifestations culturelles et festivités
Une revue est organisée tous les ans (spectacle comique).

### Sports et loisirs
La commune possède plusieurs salles pluriactivité (gymnastique, club pour personnes âgées, activités pour les jeunes, mariage...).
Elle est équipée d'un terrain de football, d'un plateau sportif attenant à l'école et est le lieu de départ de randonnées.
La commune abrite également le centre social La Capelle Loisirs qui a pour but d'organiser, de gérer et d'animer les temps périscolaires et extrascolaires des enfants, mais aussi des temps de loisirs pour les jeunes, les familles et les personnes âgées.

#### Football
Le club Football Club La Capelle évolue dans le district Côte d'Opale et compte parmi ses licenciés l'ancien arbitre international Stéphane Lannoy.

#### Sports équestres
Le centre équestre, plus connu sous l'appellation École d'Équitation du Boulonnais, qui a obtenu en 2012 et 2013 le titre de 1er club de France en saut d'obstacles lors des championnats de France au Parc fédéral équestre de Lamotte-Beuvron dans le Loir-et-Cher et plus récemment champion amateur par équipe en 2014 et vice-champion également par équipe en 2015 à Jardy (Hauts-de-Seine).

#### Autres sports
Sont également pratiqués : l'athlétisme, la course à pied, le cyclisme, le futsal, le hockey sur gazon et la pétanque.

### Cultes
Le territoire de la commune est rattaché à la paroisse de « Saint Martin en Boulonnais » au sein du doyenné du Boulonnais, dépendant du diocèse d'Arras. Ce doyenné couvre 76 communes.
La commune dispose d'un lieu de culte, l'église Saint-Jean-Baptiste de La Capelle-lès-Boulogne, sise avenue de la Forêt.

### Médias
Le quotidien régional La Voix du Nord publie une édition locale pour le Boulonnais.
La commune est couverte par les programmes de France 3 Nord-Pas-de-Calais.

## Économie

### Commerces et services
Plusieurs commerces et services sont présents sur la commune : restaurant, boulangerie, poste, banque. La commune se trouve également à proximité immédiate du centre commercial de la Côte d'Opale, situé sur la commune de Saint-Martin-Boulogne.

## Culture locale et patrimoine

### Lieux et monuments

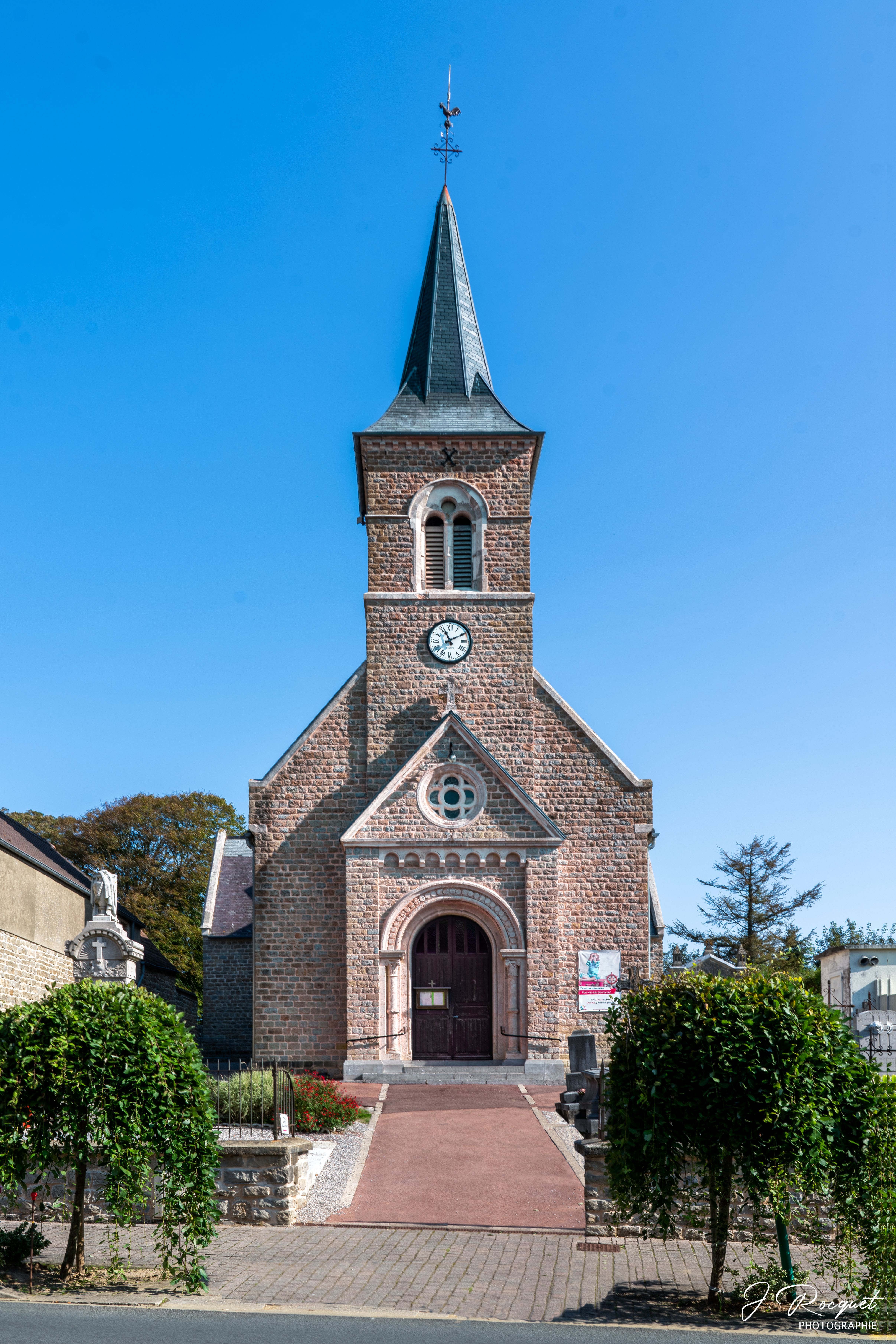
L'église et le monument aux morts.

#### Monument historique
- Le château de Conteval, également sur commune de Pernes-lès-Boulogne, fut édifié à la fin du XVIIIe siècle par François Delporte (fils).

Il matérialisait la réussite d'un élevage modèle de plusieurs centaines de moutons à laine importés clandestinement d'Angleterre dans le but de parvenir à produire une laine comparable à celle d'Outre-Manche. Cette initiative de François Delporte (père), avait valu à sa famille d'être anoblie par Louis XVI en 1776. Cet élevage expérimental donna lieu également à des innovations agronomiques telles que la mise en culture de prairies artificielles à rotation raisonnée et la culture extensive des pommes de terre.
Ce château est aujourd'hui en partie protégé au titre de la législation sur les monuments historiques. L'inscription, par arrêté du 19 avril 2006, protège les façades et les toitures du château, y compris les deux cours anglaises, le parc entourant le château, ses clôtures, ses allées, le bassin et son amenée d'eau ainsi que les deux potagers.

#### Autres lieux et monuments
- L'église Saint-Jean-Baptiste.

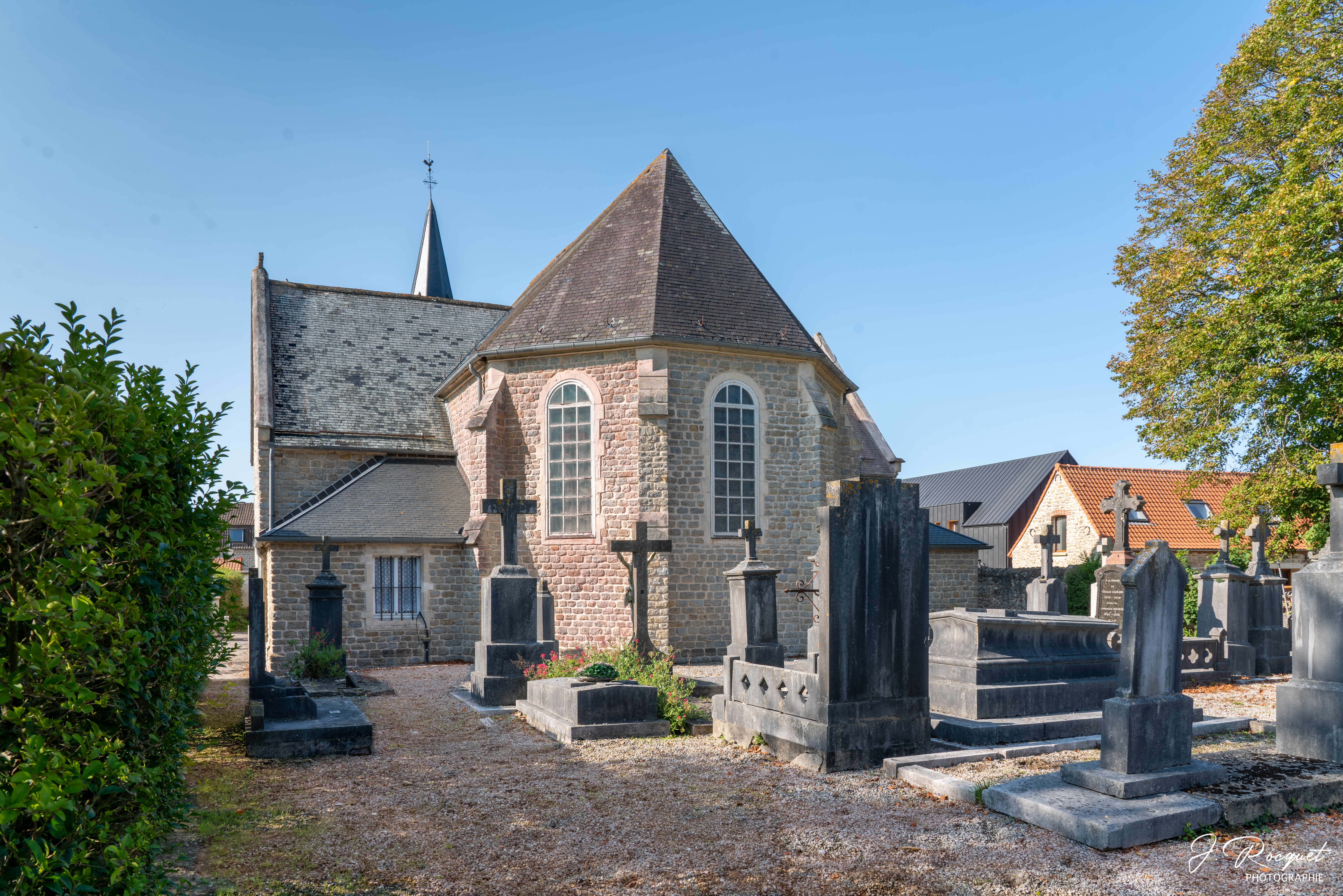

- La statue de la Pax à l'angle de la route nationale et de la rue de Verdun.
- Le monument aux morts[71].

### Personnalités liées à la commune
- Stéphane Lannoy (1969), ancien arbitre international, rattaché au club de La Capelle-lès-Boulogne.

### Héraldique
| Blason de La Capelle-lès-Boulogne | Blason  | D'or à la croix ancrée de gueules, à la bande d'azur brochant sur le tout.                                                                  |
| Blason de La Capelle-lès-Boulogne | Détails | Il s'agirait des armes des premiers seigneurs de La Capelle auxquelles a été ajoutée une bande d'azur servant peut être de brisure. Adopté. |

## Pour approfondir